# بيتر كونولي (مؤرخ)
بيتر كونولي (بالإنجليزية: Peter Connolly)‏ هو رسام توضيحي ومؤرخ وكاتب بريطاني، ولد في 8 مايو 1935 في Royal Borough of Kingston upon Thames ‏ في المملكة المتحدة، وتوفي في 3 مايو 2012.